# (22294) Simmons
(22294) Simmons est un astéroïde de la ceinture principale.

## Description
(22294) Simmons est un astéroïde de la ceinture principale. Il fut découvert le 28 septembre 1989 à l'Observatoire Palomar par Carolyn S. Shoemaker et Eugene M. Shoemaker. Il présente une orbite caractérisée par un demi-grand axe de 2,28 UA, une excentricité de 0,20 et une inclinaison de 3,8° par rapport à l'écliptique.

## Compléments